# تازه‌کار
تازه‌کار (انگلیسی: The Recruit) فیلمی در ژانر مهیج و جاسوسی به کارگردانی راجر دونالدسون است که در سال ۲۰۰۳ منتشر شد. از بازیگران آن می‌توان به آل پاچینو، کالین فارل، بریجیت مویناهان و گابریل مچ اشاره کرد.

## داستان
یک مأمور کارآموز اما زیرک سی آی ای به مربی‌اش در پیدا کردن یک جاسوس در سازمان کمک می‌کند.